# Ahl-e Īmān
Ahl-e Īmān (persiska: اَهلِ يمان, اهل ایمان) är en ort i Iran.   Den ligger i provinsen Ardabil, i den nordvästra delen av landet, 500 km nordväst om huvudstaden Teheran. Ahl-e Īmān ligger 1 089 meter över havet och antalet invånare är 208.
Terrängen runt Ahl-e Īmān är kuperad åt sydväst, men åt nordost är den platt.Runt Ahl-e Īmān är det ganska tätbefolkat, med 56 invånare per kvadratkilometer. Närmaste större samhälle är Meshgīn Shahr, 18,3 km öster om Ahl-e Īmān. Trakten runt Ahl-e Īmān består till största delen av jordbruksmark.